# Bruxelles-Couvin
Bruxelles-Couvin est une ancienne course cycliste belge, disputée de 1949 à 1957 entre la Capitale belge et la ville de Couvin, située en région wallonne dans la province de Namur.
En 1949, seuls les Indépendants participent à cette course, qui fut organisée en l'honneur de Joseph Bourgeois, coureur indépendant, personnalité de la ville de Couvin, et qui terminera à la seconde place l'année suivante.

## Palmarès
| Année | Vainqueur           | Deuxième             | Troisième            |
| ----- | ------------------- | -------------------- | -------------------- |
| 1949  | Franz Van Damme     | Joseph Patteuw       | Jan Storms           |
| 1950  | Jacques Geus        | Joseph Bourgeois     | Constant Verschueren |
| 1951  | Roger Peiremans     | Henri Van Kerckhove  | René Walschot        |
| 1952  | Guillaume Hendriks  | Constant Verschueren | Leopold Schaeken     |
| 1953  | Henri Van Kerckhove | Edward Peeters       | Jan Storms           |
| 1954  | Jozef Schils        | André Vlayen         | Jozef Hendrickx      |
| 1955  | André Vlayen        | Stan Ockers          | Roland Callebout     |
| 1956  | Rik Luyten          | Willy Schroeders     | Henri Jochums        |
| 1957  | Alex Close          | Yvan Corbusier       | René Mertens         |